# Banalyse
La banalyse est un mouvement critique et expérimental créé par Pierre Bazantay et Yves Helias au début des années 1980. Ce mouvement a donné lieu au congrès ordinaire de banalyse, congrès annuel qui s'est tenu de 1982 à 1991 à la halte ferroviaire des Fades, en Auvergne. Ce congrès, où il ne se passait rien, était consacré à l'observation du banal.

## La banalyse
La banalyse est un mouvement critique et expérimental inspiré par le situationisme,,. Elle a été créée au début des années 1980 en réponse à la « colonisation du réel par la valeur marchande », et contre l'exigence de rentabilisation du temps ; jouant sur la rencontre du politique et du poétique, la banalyse se place « contre l'effritement du collectif et les injonctions de performances économiques et sociales ». Les fondateurs de la banalyse, Pierre Bazantay et Yves Hélias, la définissent comme « l'agitation mentale, encore assez confuse, que provoque cette expérimentation peu raisonnable, mais exigeante, d'une réalité sans intérêt, mais problématique ». 
La banalyse n'est pas fondée par un manifeste ou par l'établissement d'une doctrine mais par l'invitation, envoyée à trente-deux personnes, à participer au premier « congrès ordinaire de banalyse ».

## Le congrès ordinaire de banalyse
Le congrès ordinaire de banalyse s'est déroulé à la halte ferroviaire des Fades, sur la ligne SNCF Montluçon - Clermont-Ferrand, chaque troisième week-end de juin de 1982 à 1991. Le congrès constituait une campagne d'observation du banal, et n'avait pour objet que d'attendre les congressistes, à l'arrivée de chaque train. « L'idée était d'aller quelque part pour mener un congrès sans objet » explique Pierre Bazantay, il s'agissait de « prendre le risque de l'ennui ». 
C'est en cherchant sur une carte une petite gare où il n'y avait rien d'autre à faire que de se rencontrer que les deux fondateurs du congrès trouvèrent la halte ferroviaire des Fades, avec son hôtel isolé,,. Le nom de « Fades » était idoine pour ce congrès consacré à l'expérience d'une réalité sans intérêt,.
Le premier congrès, qui eut lieu du 19 au 22 juin 1982, ne rassembla que ses deux organisateurs, Pierre Bazantay et Yves Hélias, malgré l'invitation envoyée à trente-deux personnes. Celui de 1983 ne verra pas plus d'affluence. Les congrès suivants réunirent plus de visiteurs : cinq en 1984, treize en 1985 et le congrès de 1987 en accueillera près de soixante. Avec le temps, le congrès gagne en notoriété : Libération dépêche un envoyé spécial en 1985,  FR3 lui consacre un reportage,, Pierre Bouteiller s'y intéresse sur France Inter et Le Nouvel Observateur lui consacre des articles. 
Au fil des années, le congrès la banalyse adopte un protocole de plus en plus rigoureux, inspiré du cérémonial de l'État,,, tournant en dérision l'événement politique et les logiques institutionnelles, : cérémonie d'ouverture sur la terrasse de l'hôtel, attente du premier train, inscription du nom des congressistes et de leur matricule sur le « grand registre de la banalyse » (un cahier d'écolier), première traversée du tunnel, discours, toats soignés, banquet. Les banalystes posent des pièces de monnaie sur les rails avant le passage du train afin de rendre l'argent à sa platitude,. 
Comme les deux fondateurs se l'étaient promis, le congrès ordinaire de banalyse eut lieu chaque année pendant dix ans et celui de 1991 fut le dernier.

## L'essaimage du congrès de banalyse
D'autres événements furent créés autour de la banalyse, au festival d'Avignon, en Belgique, en Suisse, aux Açores, au Canada,. Le principal événement banalytique eut lieu en Tchécoslovaquie, avec la participation du dissident John Bok : en banlieue de Prague eurent lieu de 1985 à 1991, les « Rencontres de Branik » qui consistaient à se retrouver au terminus de tramway de Branik pour y attendre 9 minutes entre deux trams,,. 
Ensuite, les activités banalytiques se sont éteintes au début des années 2000. 